# Space Tape Vol. 1: Goonyverse
Space Tape Vol. 1: Goonyverse ist die erste Veröffentlichung auf Albumlänge des deutschen Rappers LGoony. Er stellte das Mixtape am 21. September 2014 zum kostenlosen Download zur Verfügung.

## Entstehungsgeschichte
LGoony hatte mehrere Stücke des Albums zuvor auf YouTube veröffentlicht. Die Beats lud er von SoundCloud herunter. Inspiriert wurde LGoony unter anderem von Crack Ignaz, den er deshalb als Feature für NASA anfragte. Lüge der Medien war laut LGoony bei der Entstehung als Meme mit Bezug auf die geschlossene Facebookgruppe Swag Mob gedacht gewesen.

## Musik und Text
Die Musik des Albums ist durch Trap-typische Schlagzeugklänge und im Deutschlandfunk als „wolkig“ beschriebene Synthesizer gekennzeichnet. Dort wird auch LGoonys „Triolen-Rap“mit Three 6 Mafia verglichen. Es wird viel Autotune eingesetzt. Im Refrain von NASA wird die Stimme Young Thugs als bearbeitetes Sample gespielt.
Die Texte des Mixtapes sind oft ironisch und von Battle-Rap beeinflusst. LGoony schildert überspitzt den eigenen Reichtum, andere Themen sind Softdrinks und Drogen.

## Titelliste
| Nr.          | Titel                                        | Beat            | Länge |
| ------------ | -------------------------------------------- | --------------- | ----- |
| 1.           | Ich hebe ab (Goonyverse Intro)               | DJ Heroin       | 3:28  |
| 2.           | Mon€¥, Hom€$, Ho€$, $wag                     | Symxtry         | 2:59  |
| 3.           | Millionen Euro                               | The North Virus | 3:19  |
| 4.           | Raumschiff (feat. MC Smook)                  | Whispa          | 4:21  |
| 5.           | Eistee                                       | Zimmermann      | 3:15  |
| 6.           | Fly Shit                                     | (keine Angabe)  | 3:09  |
| 7.           | NASA (feat. Crack Ignaz)                     | Whispa          | 4:42  |
| 8.           | Lüge der Medien                              | Whispa          | 3:15  |
| 9.           | ¿Shawty bist du auf Lean?                    | PØKATELLO       | 4:23  |
| 10.          | Ich bin nice (feat. Money Boy)               | No Tricks       | 3:46  |
| 11.          | Represent                                    | (keine Angabe)  | 3:05  |
| 12.          | Huh (Goonyverse Outro)                       | (keine Angabe)  | 4:06  |
| 13.          | Tryppyn, Gryndyn, Goonyn [Bonus] (feat. Caz) | (keine Angabe)  | 3:32  |
| Gesamtlänge: | Gesamtlänge:                                 | Gesamtlänge:    | 47:93 |

## Rezeption
Thomas Kiebl lobte für The Message die Unterhaltsamkeit des Albums, sowie Features, Beats und Adlibs.
2015 wurde das Mixtape auf AllGood rückblickend als „halbernste[s] Warm-Up“ bezeichnet. Die Juice schrieb 2017, das Space und das nachfolgende Grape Tape blieben „als brillante Meilensteine in Erinnerung.“